# Le Vagabond solitaire
Le Vagabond solitaire (titre original : Lonesome Traveler) est un recueil de huit nouvelles de Jack Kerouac sur le thème du voyage.
Deux nouvelles extraites du Vagabond solitaire, Grand voyage en Europe et Le Vagabond américain en voie de disparition, ont été publiées en 2002 dans un recueil sous le titre Le Vagabond américain en voie de disparition ; une autre, Môles de la nuit vagabonde, fait partie du recueil bilingue Nouvelles américaines.